# 中居正広の世界はスゲェ!ココまで調べましたSP
『中居正広の世界はスゲェ!ココまで調べましたSP』（なかいまさひろのせかいはスゲェ!ココまでしらべましたスペシャル）は、フジテレビ系列で2010年 - 2013年まで主に『カスペ!』枠で不定期に放送された情報バラエティ・特別番組。中居正広の冠番組でもある。

## 概要
『めざましテレビ』7時台前半のコーナー「ココ調（ここしら）」のスピンオフ企画であり、中居正広が司会として起用されている。通称『ナカ調』。
『めざましテレビ』のゴールデン版は『さんま・鶴瓶のめざまし調査隊スペシャル』以来12年ぶりの放送となる。
本番組は『めざましテレビ』のレギュラー放送をネットしていないテレビ大分でも放送されており、『めざましテレビ』のモノラル放送（モノステレオ放送）時代からステレオ放送が実施されている。

## 放送日
| 回 | 放送日        | 放送時間                   |
| -- | ------------- | -------------------------- |
| 1  | 2010年3月2日  | 19:00 - 20:54（カスペ!枠） |
| 2  | 2010年11月9日 | 19:00 - 20:54（カスペ!枠） |
| 3  | 2011年8月16日 | 19:00 - 20:54（カスペ!枠） |
| 4  | 2012年1月24日 | 19:00 - 20:54（カスペ!枠） |
| 5  | 2012年6月19日 | 19:00 - 20:54（カスペ!枠） |
| 6  | 2013年1月8日  | 19:00 - 21:48              |

## 出演者

### MC
- 中居正広（当時SMAP）

### 進行
- 高島彩（フジテレビアナウンサー（出演当時）、第1回）
- 生野陽子（同上、第2回）
- 加藤綾子（同上、第2回）

### パネラー

#### 第1回
めざましテレビ
- 大塚範一
- 軽部真一（フジテレビアナウンサー）
- 伊藤利尋（フジテレビアナウンサー）
- 戸部洋子（フジテレビアナウンサー）
- 皆藤愛子（セント・フォース）

ココ調フリーク
- 高田延彦
- 磯野貴理子
- 坂下千里子

#### 第2回
めざましテレビ
- 大塚範一
- 軽部真一（フジテレビアナウンサー）
- 伊藤利尋（フジテレビアナウンサー）
- 皆藤愛子（セント・フォース）
- 中村光宏（フジテレビアナウンサー）
- 長野美郷（セント・フォース）

ココ調フリーク
- 勝俣州和
- 北斗晶
- 優木まおみ

### ナカ調調査隊

#### 第1回
- FUJIWARA
- TKO
- ペナルティ
- バッドボーイズ
- スピードワゴン
- アンガールズ
- ザブングル
- 麒麟
- U字工事
- ハイキングウォーキング
- 安倍麻美
- 浜田ブリトニー
- 上原美優

#### 第2回
- 内藤大助
- デンジャラス
- 遠藤章造（ココリコ）
- 陣内智則
- 吉澤ひとみ
- 響
- ハイキングウォーキング
- ライセンス

#### 第4回
- 西村和彦
- 徳山秀典
- 秋山成勲
- さがね正裕（X－GUN）
- どりあんず
- オレンジサンセット

## スタッフ

### 第6回（2013年1月8日放送分）
- ナレーター：杉本るみ、服部潤
- 構成：森一盛、田中伊知郎、佐藤雄介、野地努
- TP：永野進（フジテレビ）
- TD：大嶋徹（共同テレビ）
- SW：菊池謙（共同テレビ）
- CAM：石井友幸（共同テレビ）
- VE：藤尾美之（共同テレビ）
- AUD：藤橋浩司郎（共同テレビ）
- PA：住谷倫章
- LD：安藤雅夫
- マルチ：マルチバックス
- 美術制作：土肥義充（フジテレビ）
- デザイン：齋田崇史（フジテレビ）
- 美術進行：荻原美樹雄
- 大道具：裏隠居徹
- 大道具操作：古川竜次
- 電飾：森智
- アクリル装飾：相田雄一
- 生花装飾：小柳幸絵
- メイク：山田かつら、林谷瑞穂
- CG：パークグラフィックス、タイトルアート
- 編集：平原賢志
- EED：伊藤賢俊（共同エディット）
- MA：泉英理奈（共同エディット）
- 音効：山口晃司、大貫孝輔
- ロケ技術：共同テレビ映像取材部
- 技術協力：共立、FLT、スタジオWELT
- 美術協力：フジアール
- 制作協力：ベイシス
- リサーチ：フォーミュレーション
- 編成：加藤達也（フジテレビ）
- 広報：斎藤淳（フジテレビ）
- キャスティング：田村力（ビーオネスト）、小林護（マグニファイ）
- FD：鈴木博久（共同テレビ）
- AD：坂本圭亮（フジテレビ）、谷口圭、包雪莉、井上剛、岩野直人、佐藤貴之
- AP：松田つばさ
- TK：本田悦子
- ディレクター：八巻圭史（フジテレビ）、成田隆廣（フジテレビ、成田は第2,3回）、小山直樹（フジテレビ、第2,3回）、田部井一真（フジテレビ）、福元洋之、富田一伸、佃敏史、濱口賢治、吉村慶介
- 演出：野村貢一郎（ウインズウイン）
- 総合演出：竹内康人（共同テレビ）
- プロデューサー：岡崎寛行（フジテレビ）、細川邦夫・神崎茂（共同テレビ）、山下直美
- チーフプロデューサー：角谷公英（フジテレビ）
- 制作協力：共同テレビ
- 制作：フジテレビ情報制作局情報制作センター
- 制作著作：フジテレビ

### 過去のスタッフ
- 構成：張眞英（第1回）、林賢一（第1回）、ほし友美（第1回）、鮫肌文殊（第2回）、兼上頼正、富丸和也／水野しげゆき（第1回）
- 企画ブレーン：杉本達
- リサーチ
  - （第1回）：スペースエムワイ、キングフィッシャー、メディアシード、トップシーン
  - （第2回）：フルタイム、No.1s、ビスポ
  - （第3回）：TWINS
- プロデューサー：石塚大志（フジテレビ）、近藤孝子・深野和伸（共同テレビ、第1,2回）
- 演出：木村一誠（フジテレビ、第1,2回）
- ディレクター：加藤正臣（フジテレビ、第1,2回）、西橋麻衣子（フジテレビ、第3回）、野仲奏太（フジテレビ）、宮崎暢能（フジテレビ）、中沖貴広（ウインズウイン、第1-3回）、菅井秀一（第1回）、瀬野尾力（第1回）、仲田浩之（第1回）、北山友亮（第1,2回）、小笠原義範（第2回）、舟木隆浩、尾藤武士
- デスク（第1回）→AP（第2〜4回）：真崎珠美（クロスロード）
- AP：綾田舞（共同テレビ、第2回）、中島由布子（共同テレビ）
- AD
  - （第1回）：真渕和弘、菊地陽介、柏葉春奈、佐々木竜吾
  - （第2回）：池田ユキ子、菱谷真美、森雄一郎
  - （第3回）：藤井雄馬、石丸達也
  - （第4回）：小渕幸秀、菱谷真美、須藤大輔、佐藤貴之
- 編成：吉田豪（フジテレビ、第1回）、佐々木渉（フジテレビ、第2回）、渋谷謙太郎（フジテレビ、第4回）
- 広報：植村綾（フジテレビ、第1,2回）
- キャスティング：坂井美継（第1回）
- TP：小椋真人（フジテレビ、第1〜3回）
- VE：則竹香（共同テレビ、第1,2回）、郡司洋（共同テレビ、第3回）、川崎淳（共同テレビ、第4回）
- PA：中尾裕之（第1回）、神田英幸
- マルチ：HIBINO（第1,2回）
- ロケ技術：GPA（第1回）、遊写（第3回）、KCR（第3回）
- 美術進行：西嶋友里
- 大道具：大野寿子（第1〜3回）
- 電飾：岸和幸（第1,2回）、石井誠（第3回）
- アートフレーム：石井智之（第1〜3回）
- オフライン：落合英之
- EED：奥河内晋作（スタジオWELT、第1,2回）、中川直喜（共同エディット、第3回）、林迪晴（共同エディット、第4回）
- MA：丸山輝幸（スタジオWELT、第1回）、小嶋雄介（スタジオWELT、第2回）、高橋司（共同エディット、第4回）
- 音響効果：渡辺徹
- 海外コーディネート：石川和博、BACKBONE、Kaneko Creative Agency、Japan Africa、No.1s、Griffon Productions、コスモ・スペースアメリカ（第1回ではリサーチと名義）
- 協力
  - （第1回）：アフロ、大塚美容形成外科、ロングステイアドバイザー：古賀瑞恵
  - （第2回）：冨澤漁業協同組合、日建リース工業、東京海洋大学、フルーグ
- 資料提供：小学館、アクア・トトぎふ

## 関連番組
- めざましファミリー
  - めざましテレビ
  - めざにゅ〜
  - めざましどようび
- FNS26時間テレビ20（2006年に中居が総合司会、高島が進行役を務めた長時間特別番組）
- FNS27時間テレビ25（2011年に中居とナインティナインが総合司会、生野・加藤がめちゃデジスマイルズとして番組のインフォメーション担当を務めた超大型特番）